# Dragovac (Bojnik)
Dragovac (Servisch: Драговац) is een plaats in de Servische gemeente Bojnik. De plaats telt 1005 inwoners (2002).